# 金旻徑
金旻徑（1960年9月27日—2021年8月16日），本名金慶愛（김경애），韓國女演員。

## 簡歷
金旻徑於1960年9月出生，1979年以話劇演員身份出道，其後於1981年獲得韓國戲劇節新人獎，此外亦間中參演電影。2010年代後，她開始參演電視劇的配角角色，為電視劇的中堅演員。2021年8月，她於首爾離世，享壽60歲。

## 演出作品

### 電視劇
- 1986年：MBC《一屋檐，三家庭》
- 1988年：MBC《仁顯王后》
- 1994年：MBC《首爾之月》飾演 寶藍的媽媽
- 2012年：MBC《擁抱太陽的月亮》飾演 閔尚宮
- 2012年：KBS《我的女兒㥠榮》飾演 李恩淑
- 2013年：SBS《主君的太陽》飾演 垃圾桶鬼神的夫人
- 2014年：TV朝鮮《火花裡》飾演 泰亨的媽媽
- 2015年：KBS《記得你》飾演 朴洙勇的媽媽
- 2016年：MBC《獄中花》飾演 金尚宮
- 2017年：OCN《隧道》飾演 高雅拉的媽媽
- 2021年：MBC《成為飯吧》飾演 孟順
- 2021年：tvN《Mouse》飾演 宋秀晶、宋秀浩的媽媽

### 電影
- 1984年：《受邀的聖雄們》
- 1984年：《女人朝男人射擊》
- 1984年：《洪秉梅》
- 1985年：《過夜的女人》
- 1985年：《楊貴妃》
- 1986年：《火舞》
- 1989年：《通姦》飾演 貴婦2
- 1994年：《兩個女人的故事》
- 1995年：《像無牛角一樣獨自前進》飾演 美淑
- 1996年：《Love Story》飾演 教室女學生
- 1996年：《Henequen》
- 2002年：《公共之敵》飾演 洪植的妻子
- 2006年：《老千》飾演 高尼的媽媽
- 2007年：《傳說的故鄉》飾演 賢植的媽媽
- 2007年：《兩個人 (2007年電影)》飾演 智善的媽媽
- 2008年：《我們學校的ET》飾演 裙子1
- 2009年：《初次見面的人》飾演 楊女士
- 2009年：《梨泰院杀人事件》飾演 鍾弼的媽媽
- 2011年：《Fair Love》飾演 嫂子
- 2011年：《心跳》飾演 安淑熙
- 2013年：《33里》
- 2014年：《視線》飾演 宋勸師
- 2015年：《地獄奶奶》飾演 韓服店老闆（特別出演）
- 2018年：《小公女（英语：Microhabitat (film)）》飾演 賢貞的奶奶
- 2019年：《沒臉的老闆》飾演 尚久的媽媽
- 2021年：《獵魂者》飾 全會長

## 外部連結
- NAVER人物搜索頁面 （页面存档备份，存于）